# Elizabethan Critical Essays
Das Werk Elizabethan Critical Essays ist eine von dem schottischen Literaturhistoriker George Gregory Smith (1865–1932) herausgegebene Sammlung kritischer Essays aus dem  elisabethanischen Zeitalter. Das Werk erschien zuerst 1904 und wurde mehrfach nachgedruckt. Die wichtigsten Prosatexte der Zeit sind in dem Werk vereint.

## Inhalt
- Roger Ascham, The Scholemaster, 1570
- Richard Willes, Poematum Liber., 1573
- George Gascoigne, Certayne Notes of Instruction, 1575
- George Whetstone, Dedication to Promos and Cassandra, 1578
- Thomas Lodge, A Defense of Poetry, 1579
- Spencer-Harvey correspondence 1579-80
- 'E. K.', Epistle Dedicatory to The Shepheards Calender, 1579
- Richard Stanyhurst, Dedication and Preface to Aeneid, 1582
- Philip Sidney, An Apologie for Poetrie, 1583/95
- King James VI, Ane Schort Treatise conteining some Reulis and autelis to be obseruit and eschewit in Scottis Poesie, 1584
- William Webbe, A Discourse of English Poetrie, 1586
- Abraham Fraunce, The Arcadian Rhetorike, 1588
- Thomas Nashe, Preface to Greene's Menaphon, 1589
- Anatomie of Absurdity, 1589
- Puttenham, The Arte of English Poesie, 1589
- John Harington, A Preface, or rather a Briefe Apologie of Poetrie (prefixed to Orlando Furioso)
- Thomas Nashe, Preface to Astrophel and Stella, 1591
- Gabriel Harvey, Pierce's Supererogation (1593) and A New Letter of Notable Contents, 1593
- Richard Carew, The Excellency of the English Tongue, ?1595-6
- George Chapman, Preface to Seuen Bookes of the Iliades of Homere, 1598, and dedication of Achilles Shield, 1598
- Francis Meres, Palladis Tamia, 1598

## Bibliographische Angaben
- G. Gregory Smith (ed.): Elizabethan Critical Essays. Edited with an Introduction by G. Gregory Smith. 2 Bände. Oxford University Press, 1959 (reprint of the 1904 edition) (online; PDF; 22,1 MB)